# Tétra rose
Hyphessobrycon bentosi bentosi
Espèce
Sous-espèce
Le Tétra rose ou Bentosi  (Hyphessobrycon bentosi) est une espèce de poissons d'eau douce de la famille des Characidés originaire d'Amérique du Sud.
Ce poisson peut être maintenu en aquarium.